# Sigourney K
Sigourney Korper (26 januari 1987), artiestennaam Sigourney K, is een Nederlandse zangeres.

## Carrière
Ze groeide op in Vinkeveen en ging in Amsterdam naar de middelbare school. Voordat ze zelf muziek ging maken, had ze een carrière als danseres waarbij ze onder meer meedeed aan So You Think You Can Dance. Na haar dansopleiding bij Lucia Marthas ging ze met een vriendin naar de Verenigde Staten. Ze werden geboekt voor een videoclip van Flo Rida en kwamen zo in contact met een label dat hen een muziekcontract aanbood. Omdat er geen plaat werd gerealiseerd, keerde ze terug naar Nederland.
Korper woonde zes jaar samen in Londen waar ze muziek schreef en opnam.
Van 2009 tot 2011 was ze onderdeel van Zirkus Zirkus. In 2011 speelde ze een rol in de dansfilm Body Language.
Het nummer Vreemde voor mij (2021) werd voor haar een onverwacht succes. In 2023 verscheen de Nederlandstalige playlist Echte meisjes huilen niet.  Twee andere nummers haalden de Top 40 waardoor ze nog meer bekendheid kreeg: Vluchtstrook (2021, samen met Antoon) en 100 SMSjes (2022, samen met Ronnie Flex).

## Discografie

### Nummers met noteringen in hitlijsten
| Lied                                              | Verschijnen       | Album                                         | Hitlijsten | Hitlijsten | Hitlijsten  | Hitlijsten  | Hitlijsten   | Hitlijsten   | Opmerkingen                   |
| Lied                                              | Verschijnen       | Album                                         | BE (VL)    | BE (VL)    | NL (Top 40) | NL (Top 40) | NL (Top 100) | NL (Top 100) | Opmerkingen                   |
| Lied                                              | Verschijnen       | Album                                         | Piek       | Weken      | Piek        | Weken       | Piek         | Weken        | Opmerkingen                   |
| ------------------------------------------------- | ----------------- | --------------------------------------------- | ---------- | ---------- | ----------- | ----------- | ------------ | ------------ | ----------------------------- |
| Sunshine (met Kevin)                              | 30 maart 2018     | Lente (van Kevin)                             | —          | —          | —           | —           | 27           | 8            | Goud in Nederland             |
| Volg mij (met Sevn Alias)                         | 31 augustus 2018  | Recasso (van Sevn Alias)                      | —          | —          | —           | —           | 65           | 1            |                               |
| Vreemde voor mij (met Sevn Alias)                 | 30 september 2021 | Echte meisjes huilen niet                     | —          | —          | tip1        | —           | 5            | 26           | Platina in Nederland          |
| Vluchtstrook (met Kris Kross Amsterdam en Antoon) | 26 november 2021  | Engel (van Antoon), Echte meisjes huilen niet | 2          | 30         | 2           | 24          | 1 (2 wkn)    | 95           | Driemaal platina in Nederland |
| 100 SMSjes (met Ronnie Flex)                      | 21 april 2022     | Echte meisjes huilen niet                     | —          | —          | 24          | 5           | 13           | 16           | Goud in Nederland             |
| Ben je wakker? (met Kraantje Pappie)              | 16 februari 2023  | Echte meisjes huilen niet                     | —          | —          | tip23       | —           | —            | —            |                               |
| Leidseplein (met Katnuf)                          | 16 maart 2023     | Echte meisjes huilen niet                     | —          | —          | tip5        | —           | 32           | 11           |                               |